# Заремський Анатолій Сергійович
Анато́лій Сергі́йович Заре́мський (6 березня 1977, с. Березівка, Новоушицький район, Хмельницька область — 3 лютого 2017, с. Галицинівка, Мар'їнський район, Донецька область) — український військовослужбовець, десантник, капітан Збройних сил України, учасник російсько-української війни.

## Життєпис
Анатолій Заремський народився 1977 року в селі Березівка на Хмельниччині. Батько усе життя працював у колгоспі, а мати — бухгалтером. 1994 року Анатолій закінчив Березівську загальноосвітню школу. Займався спортом, грав у футбол.
1999 року закінчив Кам'янець-Подільський військово-інженерний інститут. У Кам'янці зустрів свою майбутню дружину. Військову службу почав у військовій частині міста Яворів Львівської області на посаді командира відділення. З 2005 по 2006 рік брав участь у миротворчій місії в Косові. Після повернення служив у Чернівецькому батальйоні (колишній 300-й полк).
Капітан, командир інженерно-саперного взводу 87-го окремого аеромобільного батальйону 80-ї окремої аеромобільної бригади, в/ч А2582, м. Чернівці.
З весни 2014 року брав участь в антитерористичній операції на сході України у складі 3-ї батальйонної тактичної групи 80-ї бригади.
3 лютого 2017 року близько 00:05 російсько-терористичні угруповання з реактивної системи залпового вогню БМ-21 «Град» обстріляли село Галицинівка Мар'їнського району Донецької області, що перебуває на значній відстані від лінії зіткнення, неподалік Карлівського водосховища (в тилу українських військ). Противник з боку окупованого смт Старомихайлівка випустив половину боєкомплекту з установки БМ-21 «Град». Внаслідок влучення снаряду в будинок, де відпочивали військовослужбовці, загинули двоє українських офіцерів — капітан Анатолій Заремський і капітан Маріс Камінський.
8 лютого офіцера поховали на старому кладовищі рідного села Березівка.
Залишились батьки, брат, сестра, дружина Ірина та двоє синів, — 14-річний Сергій і 2-річний Сашко.

## Нагороди
- Указом Президента України № 28/2017 від 8 лютого 2017 року «за особисту мужність і самовідданість, виявлені у захисті державного суверенітету та територіальної цілісності України, вірність військовій присязі» нагороджений орденом «Богдана Хмельницького» III ступеня (посмертно)[5].